# 女ざかり (1994年の映画)
『女ざかり』（おんなざかり）は、1994年に公開された大林宣彦監督の日本映画。丸谷才一の同名小説が原作。

## キャスト
- 吉永小百合 - 南弓子[1]
- 津川雅彦 - 豊崎洋吉[1]
- 風間杜夫 - 渋川健郎[1]
- 藤谷美紀 - 南千枝[1]
- 岸部一徳 - 政治家・榊原善六[2]
- 高島忠夫 - 浅岡平五郎[1]
- 前田武彦 - 重役・長谷川[2]
- 尾美としのり - 総理秘書・藤村[3]
- 片岡鶴太郎 - 書家・大沼晩山[2]
- 高松英郎 - 友情出演/論説委員[3]
- 須賀不二男[3]
- 堺左千夫[3]
- 白木万理[3]
- 本田博太郎[3]
- 峰岸徹 - 論説委員[2]
- 内藤陳[3]
- 奥村公延[3]
- 安田伸[3]
- 根上淳[3]
- 入江若葉 - 友情出演/屋台の女将[3]
- 伊豆肇[3]
- 岩松了[3]
- 坊屋三郎 - 新聞社の警備員[2]
- 中島啓江[3]
- ベンガル[3]
- 伊佐山ひろこ[3]
- 林泰文 - 友情出演[3]
- 橘ゆかり[3]
- 岡村洋一[3]
- 大前均[3]
- 松島利行[3]
- 三浦章宏[3]
- 伊藤歩[3]
- 小林かおり[3]
- 根岸季衣 - 屋台の客[2]
- 伊藤絃[3]
- 斉藤彰[3]
- 伊達海人[3]
- 横田義房[3]
- 長江英和[3]
- 横江可緒里[3]
- 冴木直[3]
- 本多猪四郎 - 写真出演[3]
- 村田雄浩[3]
- 高橋梓[3]
- 赤川次郎[3]
- 原ひさこ[3]
- 松田洋治[3]
- 斎田政弘[3]
- ピーコ[3]
- 月丘夢路 - 柳雅子[1]
- 中村玉緒 - 静子(特別出演)[3]
- 水の江瀧子 - 鮫島涼子(特別出演)[3]
- 宍戸錠 - 新聞記者・橋爪[2](友情出演)[3]
- 松坂慶子 - 田丸夫人(特別出演)[3]
- 山﨑努 - 総理大臣・田丸信伍[2](特別出演)[3]
- 三國連太郎 - 浦野重三[1][3]

## スタッフ
- 製作 - 大谷信義[1]
- プロデューサー - 中川滋弘[1]
- 監督 - 大林宣彦[1]
- 脚本 - 野上龍雄、渡辺善則、大林宣彦[1]
- 原作 - 丸谷才一  小説『女ざかり』[1]
- 撮影 - 坂本典隆[1]
- 音楽 - 久石譲[1]
- テーマ曲「THE WALTZ (For World's End)」(「地上の楽園」より) 作曲 久石譲[3]
- 劇中歌曲
  - 「座頭市の歌」 作詩 川内康範、作曲 曽根幸明[3]
  - 「アカシアの雨がやむとき」 作詞 水木かおる、作曲 藤原秀行、唄 西田佐知子[3]
  - 「人を恋うる歌」 作詞 与謝野鉄幹、作曲 不詳[3]
  - 「ぞうさん」 作詞 まど・みちお、作曲 團伊玖磨[3]
  - （映画「君待てども」より引用歌曲）[3]
    - 「きよしこの夜」 作詞 由木康、作曲 グルーバー[3]
    - 「ラ・コンガ」 作曲 田代与志[3]
    - 「君待てども」 作詞作曲 東辰三、唄 月丘夢路[3]
- 美術 - 竹中和雄[1]
- 録音 - 今井康雄[1]
- 照明 - 秋田富士夫[1]
- 編集 - 大林宣彦[1]
- 配給 - 松竹[1]
- 製作 - 松竹、テレビ東京、アミューズ、日本出版販売[1]

## 受賞歴
- 1994年 第49回毎日映画コンクール[4]
  - 俳優部門 女優主演賞 吉永小百合『女ざかり』
  - 宣伝賞 優秀賞 『女ざかり』
- 1995年 第40回アジア太平洋映画祭
  - 俳優部門 助演男優賞 三國連太郎 『女ざかり』
  - スタッフ部門 編集賞 大林宣彦 『女ざかり』